# Olga Govortsova

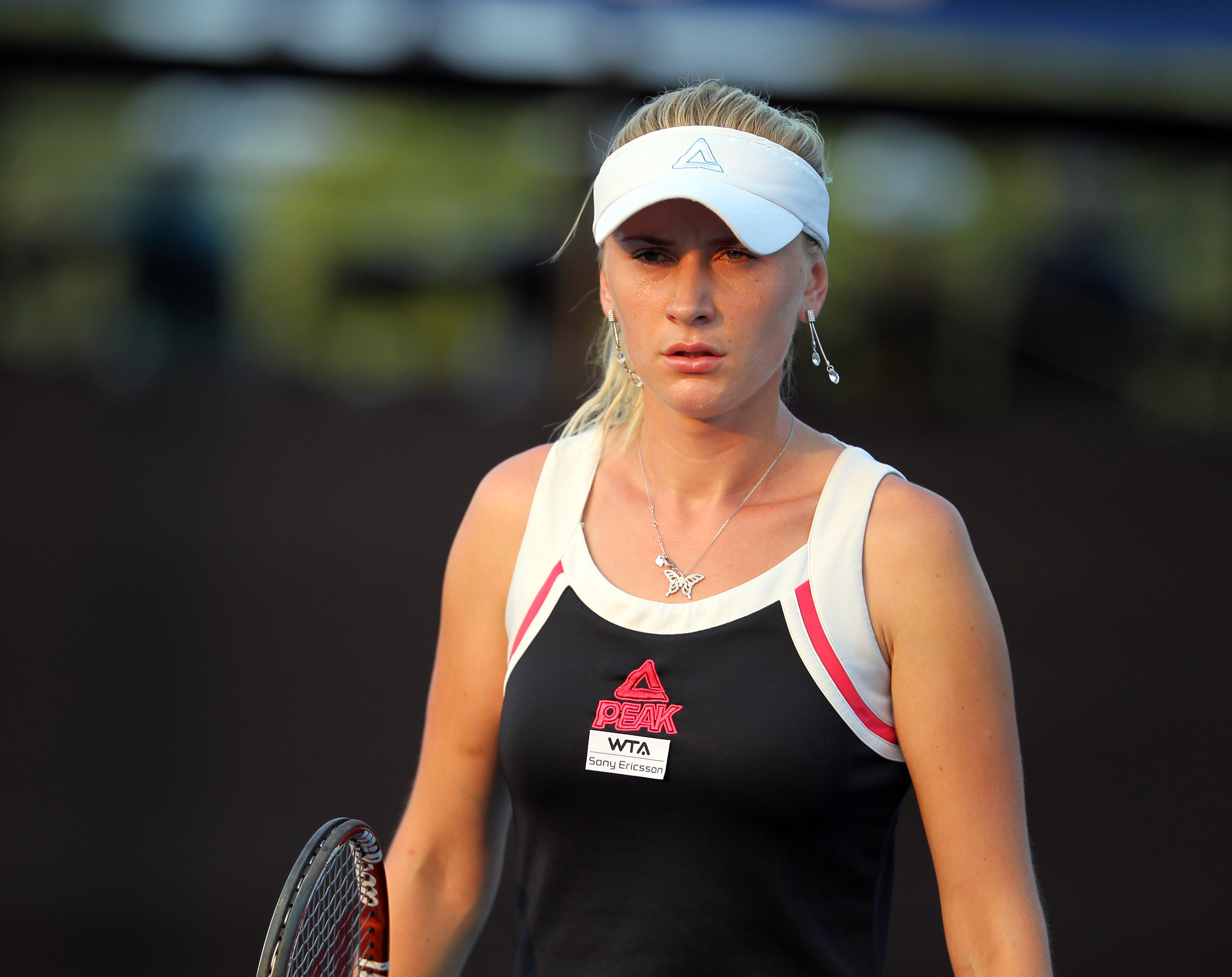
Olga Govortsova.

Olga Govortsova, född den 23 augusti 1988 i Pinsk, Brest Voblast, är en professionell vitrysk tennisspelare. 2008 nådde hon sin första WTA Tour-final vid en tävling i Memphis, Tennessee. Den 23 juni 2008 nådde hon ranking nr 35 på WTA. 